# Avgust Praprotnik
Avgust Praprotnik, slovenski bankir in podjetnik, * 5. oktober 1891 Ljubljana, † 20. februar 1942, Ljubljana.

## Življenje
Po nižji realki in Mahrovi trgovski šoli je od 1908 kot nameščenec delal pri Trgovsko-obrtni zadrugi v Ljubljani. Ko je zadrugo prevzela tržaška Jadranska banka, je postal 1914 bančni prokurist v njeni ljubljanski podružnici. Leta 1915 je postal ravnatelj ljubljanske podružnice Jadranske banke. Ko pa se je centrala banke zaradi vojne preselila v Ljubljano, je postal njen podravnatelj, 1920 pa glavni ravnatelj. Po odloku vlade kraljevine SHS o nacionalizaciji podjetij, katerih lastniki so bili slovenski Nemci je leta 1918 Jadranska banka prevzela številna podjetja, zlasti strojne tovarne in livarne. Leta 1922 je prevzel mesto podpredsednika zagrebške Slavenske banke. Od srede dvajsetih let je bil med vodilnimi predstavniki industrijskega podjetništva na Slovenskem, član in predsednik različnih upravnih odborov (industrijskih družb in rudnikov), vodja pomembnih gospodarskih ustanov, združenj in zvez. Med drugim je 1938–1939 vodil Zvezo industrijskih korporacij v Beogradu in od 1937 Zvezo industrijcev v Ljubljani. Bil je tudi ustanovitelj Slovenskega gledališkega konzorcija. Bil je eden od pomembnih finančnih sponzorjev  Slovenske ljudske stranke (SLS).
Ob okupaciji 1941 je postal zaupnik italijanskega visokega komisarja za Ljubljansko pokrajino. 20. februarja 1942 ga je pred bifejem na Tavčarjevi ulici sredi Ljubljane umorila Varnostno-obveščevalna služba. Pokopan je v družinski grobnici na Žalah. Nagrobnik s kipom je klesal Lojze Dolinar. 